# Aorotrema erraticum
Aorotrema erraticum är en snäckart som beskrevs av Henry Augustus Pilsbry och McGinty 1945. Aorotrema erraticum ingår i släktet Aorotrema och familjen Vitrinellidae. Inga underarter finns listade i Catalogue of Life.